# Ulls grossos
Ulls grossos (títol original en anglès: Big Eyes) és una pel·lícula biogràfica dramàtica estatunidenca del 2014 dirigida per Tim Burton, escrita per Scott Alexander i Larry Karaszewski, i protagonitzada per Amy Adams i Christoph Waltz. Es tracta de la relació entre l'artista estatunidenca Margaret Keane i el seu segon marit, Walter Keane, qui, als anys 1950 i 1960, es va reconèixer per les pintures fenomenalment populars de Margaret de persones amb grans ulls. Ha estat doblada al català.
Va venir la seva estrena mundial a la ciutat de Nova York el 15 de desembre de 2014, i es va estrenar als EUA per The Weinstein Company el 25 de desembre de 2014. Va rebre crítiques generalment favorables, amb elogis particulars a les actuacions d'Adams i Waltz i va tenir un bon rendiment a la taquilla, recaptant 29 milions de dòlars a tot el món contra el pressupost de 10 milions de dòlars. Adams va guanyar el Premi Globus d'Or per Millor actriu - Comèdia o musical i va rebre una nominació als BAFTA pel Millor actriu en un paper protagonista. Waltz també va ser nominat al Globus d'Or per la seva actuació, i Lana Del Rey va rebre un Nominació al Globus d'Or per la cançó del títol de la pel·lícula, "Big Eyes".

## Sinopsi
La història és un drama centrat en la vida de la pintora Margaret Keane, el seu èxit en els anys 60 pintant característics personatges d'ulls grans i les dificultats legals amb el seu espòs Walter Keane, que s'adjudicava l'autoria de les seves obres famoses i molt intrigants.

## Repartiment
| Actor             | Personatge      |
| ----------------- | --------------- |
| Amy Adams         | Margaret Keane  |
| Christoph Waltz   | Walter Keane    |
| Krysten Ritter    | DeeAnn          |
| Jason Schwartzman | Ruben           |
| Terence Stamp     | John Canaday    |
| Danny Huston      | Dick Nolan      |
| Jon Polito        | Enrico Banducci |

## Producció
Els escriptors Scott Alexander i Larry Karaszewski van negociar amb Margaret Keane sobre els seus drets vitals i van escriure Big Eyes com a guió especulatiu. L'octubre de 2007, es va anunciar que el desenvolupament avançava amb Alexander i Karaszewski dirigint el seu guió, i finançada totalment per l'operador de discoteca Andrew Meieran a través de la seva pancarta Bureau of Moving Pictures, un pressupost inferior als 20 milions de dòlars. Kate Hudson i Thomas Haden Church eren els protagonistes, i el rodatge havia de començar el juny de 2008, abans de ser empès tornat per motius relacionats amb un nou contracte amb l'Screen Actors Guild.
El setembre de 2010, es va anunciar que Tim Burton s'havia involucrat amb la pel·lícula com a productor. La fotografia principal estava programada per començar l'abril de 2012, amb Reese Witherspoon i Ryan Reynolds adjunts a l'estrella. Pel 2013, Burton hhavia assumit la direcció i Ulls grossos es va crear a The Weinstein Company, protagonitzat amb Amy Adams i Christoph Waltz. El rodatge va començar el juliol de 2013.
Ulls grossos és la primera pel·lícula de Burton des d' Edward Scissorhands (1990) que va ser editada per algú diferent de Chris Lebenzon, que estava ocupat amb Maleficent el mateix any.

## Recepció

### Taquilla
La pel·lícula va guanyar 3 milions de dòlars durant el cap de setmana d'estrena i va recaptar 14,5 milions de dòlars a Amèrica del Nord i 14,8 milions de dòlars a nivell internacional, un total mundial de 29,3 milions de dòlars.

### Recepció crítica
A Rotten Tomatoes, Ulls grossos té una puntuació d'aprovació del 72%, basada en 190 ressenyes, amb una puntuació mitjana de 6,7/10; el consens del lloc diu: "Ben actuat, estimulant la reflexió i un canvi de ritme refrescant per a Tim Burton, Ulls grossos funciona tant com a biopic com com una peça de comentari social atemporalment rellevant". A Metacritic, la pel·lícula té una puntuació de 62 sobre 100, basada en 40 crítics, que indica "crítiques generalment favorables".
Steven Rea de The Philadelphia Inquirer va atorgar a la pel·lícula tres estrelles i mitja de quatre, elogiant les actuacions d'Adams i Waltz i els temes de la pel·lícula. Peter Travers de Rolling Stone va criticar el to i el ritme desiguals de la pel·lícula, però va admetre que era un "homenatge sincer a l'anhel que condueix fins i tot l'artista més marginat a l'expressió personal, independentment del que dimonis pensi algú."

### Premis i nominacions
| Associació                                   | Data de cerimònia    | Categoria                                | Nominat(s)                                                         | Resultat  | Ref.   |
| -------------------------------------------- | -------------------- | ---------------------------------------- | ------------------------------------------------------------------ | --------- | ------ |
| Premi BAFTA                                  | 8 de febrer de 2015  | Millor actriu principal                  | Amy Adams                                                          | Nominat   | [ 18 ] |
| Premi BAFTA                                  | 8 de febrer de 2015  | Millor disseny de producció              | Rick Heinrichs, Shane Vieau                                        | Nominat   | [ 18 ] |
| Casting Society of America                   | 22 de gener de 2015  | Studio or Independent Comedy             | Jeanne McCarthy, Nicole Abellera, Coreen Mayrs, Heike Brandstatter | Nominat   | [ 19 ] |
| Critics' Choice Awards                       | 15 de gener de 2015  | Millor cançó                             | Lana Del Rey per "Big Eyes"                                        | Nominat   | [ 20 ] |
| Premi Globus d’Or                            | 11 de gener de 2015  | Millor actor musical o còmic             | Christoph Waltz                                                    | Nominat   | [ 20 ] |
| Premi Globus d’Or                            | 11 de gener de 2015  | Millor actriu musical o còmica           | Amy Adams                                                          | Guanyador | [ 20 ] |
| Premi Globus d’Or                            | 11 de gener de 2015  | Millor cançó original                    | Lana Del Rey per "Big Eyes"                                        | Nominat   | [ 20 ] |
| Premis Independent Spirit                    | 21 de febrer de 2015 | millor guió                              | Scott Alexander i Larry Karaszewski                                | Nominat   | [ 21 ] |
| Broadcast Film Critics Association Awards    | 15 de gener de 2015  | Millor cançó                             | Lana Del Rey per "Big Eyes"                                        | Nominat   | [ 22 ] |
| Capri, Hollywood                             | 2015                 | Capri Actress Award                      | Amy Adams                                                          | Guanyador | [ 22 ] |
| CINE Golden Eagle Film and Video Competition | 2015                 | Narrative Content: Feature - Live Action | The Weinstein Company                                              | Nominat   | [ 22 ] |
| Gold Derby Awards                            | 2015                 | Cançó original                           | Lana Del Rey, Daniel Heath                                         | Nominat   | [ 22 ] |
| Golden Trailer Awards                        | 2015                 | Millor anunci de televisió independent   | The Weinstein Company, Trailer Park                                | Nominat   | [ 22 ] |
| Houston Film Critics Society Awards          | 2015                 | Best Original Song                       | Lana Del Rey, Daniel Heath                                         | Nominat   | [ 22 ] |
| Italian Online Movie Awards                  | 2015                 | Millor disseny de vestuari               | Colleen Atwood                                                     | Nominat   | [ 22 ] |
| Online Film & Television Association         | 2015                 | Millor actriu                            | Amy Adams                                                          | Nominat   |        |
| Online Film & Television Association         | 2015                 | Millor música, cançó original            | Lana Del Rey, Daniel Heath                                         | Nominat   | [ 22 ] |